# Karen Moras
Karen Lynne Moras, född 6 januari 1954 i Ryde i New South Wales, är en australisk före detta simmare.
Moras blev olympisk bronsmedaljör på 400 meter frisim vid sommarspelen 1968 i Mexico City.